# Siwuran (Garung)
Siwuran is een bestuurslaag in het regentschap Wonosobo van de provincie Midden-Java, Indonesië. Siwuran telt 4153 inwoners (volkstelling 2010).